# José Ángel Carmona
José Ángel Carmona Navarro (El Viso del Alcor, 29 gennaio 2002) è un calciatore spagnolo, difensore del Siviglia.

## Carriera
Cresciuto nel settore giovanile del Siviglia, il 20 luglio 2021 firma il primo contratto professionistico con il club andaluso, di durata quadriennale. Esordisce in prima squadra il 13 marzo 2022, nella partita di Primera División pareggiata per 1-1 contro il Rayo Vallecano, sostituendo Marcos Acuña al 67º minuto. Il 10 settembre seguente segna le prime reti in carriera, marcando una doppietta nell'incontro di campionato vinto per 2-3 contro l'Espanyol.
L'11 gennaio 2023 viene ceduto a titolo temporaneo, con opzione di acquisto, all'Elche.

## Statistiche

### Presenze e reti nei club
Statistiche aggiornate al 19 giugno 2023.
| Stagione                 | Squadra                  | Campionato               | Campionato | Campionato | Coppe nazionali | Coppe nazionali | Coppe nazionali | Coppe continentali | Coppe continentali | Coppe continentali | Altre coppe | Altre coppe | Altre coppe | Totale | Totale |
| Stagione                 | Squadra                  | Comp                     | Pres       | Reti       | Comp            | Pres            | Reti            | Comp               | Pres               | Reti               | Comp        | Pres        | Reti        | Pres   | Reti   |
| ------------------------ | ------------------------ | ------------------------ | ---------- | ---------- | --------------- | --------------- | --------------- | ------------------ | ------------------ | ------------------ | ----------- | ----------- | ----------- | ------ | ------ |
| 2020-2021                | Siviglia Atlético        | SDB                      | 18         | 0          | -               | -               | -               | -                  | -                  | -                  | -           | -           | -           | 18     | 0      |
| 2021-2022                | Siviglia Atlético        | PR                       | 17         | 0          | -               | -               | -               | -                  | -                  | -                  | -           | -           | -           | 17     | 0      |
| Totale Siviglia Atlético | Totale Siviglia Atlético | Totale Siviglia Atlético | 35         | 0          |                 | -               | -               |                    | -                  | -                  |             | -           | -           | 35     | 0      |
| 2021-2022                | Siviglia                 | PD                       | 1          | 0          | CR              | 0               | 0               | UCL+UEL            | 0+1                | 0                  | -           | -           | -           | 2      | 0      |
| 2022-gen. 2023           | Siviglia                 | PD                       | 10         | 2          | CR              | 0               | 0               | UCL                | 5                  | 0                  | -           | -           | -           | 15     | 2      |
| Totale Siviglia          | Totale Siviglia          | Totale Siviglia          | 11         | 2          |                 | 0               | 0               |                    | 6                  | 0                  |             | -           | -           | 17     | 2      |
| gen.-giu. 2023           | Elche                    | PD                       | 9          | 1          | CR              | -               | -               | -                  | -                  | -                  | -           | -           | -           | 9      | 1      |
| Totale carriera          | Totale carriera          | Totale carriera          | 55         | 3          |                 | 0               | 0               |                    | 6                  | 0                  |             | -           | -           | 61     | 3      |

### Cronologia presenze e reti in nazionale
| Cronologia completa delle presenze e delle reti in nazionale ― Spagna under 21 | Cronologia completa delle presenze e delle reti in nazionale ― Spagna under 21 | Cronologia completa delle presenze e delle reti in nazionale ― Spagna under 21 | Cronologia completa delle presenze e delle reti in nazionale ― Spagna under 21 | Cronologia completa delle presenze e delle reti in nazionale ― Spagna under 21 | Cronologia completa delle presenze e delle reti in nazionale ― Spagna under 21 | Cronologia completa delle presenze e delle reti in nazionale ― Spagna under 21 | Cronologia completa delle presenze e delle reti in nazionale ― Spagna under 21 |
| Data                                                                           | Città                                                                          | In casa                                                                        | Risultato                                                                      | Ospiti                                                                         | Competizione                                                                   | Reti                                                                           | Note                                                                           |
| ------------------------------------------------------------------------------ | ------------------------------------------------------------------------------ | ------------------------------------------------------------------------------ | ------------------------------------------------------------------------------ | ------------------------------------------------------------------------------ | ------------------------------------------------------------------------------ | ------------------------------------------------------------------------------ | ------------------------------------------------------------------------------ |
| 18-11-2022                                                                     | Madrid                                                                         | Spagna under 21                                                                | 2 – 0                                                                          | Giappone under 21                                                              | Amichevole                                                                     | -                                                                              | 45’                                                                            |
| Totale                                                                         |                                                                                | Presenze                                                                       | 1                                                                              |                                                                                | Reti                                                                           | 0                                                                              |                                                                                |